# 宗親府
宗親府（そうしんふ、ジョンチンブ）は、李氏朝鮮における官府。宗室(王族)諸君が所属する。なお王の親族・外戚は敦寧府、公主や翁主の娘婿は儀賓府の所属である。京官職かつ正一品衙門。

## 概要
他の官府との兼職は可能であったが成宗治世中の亀城君配流以降は王族の政治関与が制限される。宗親に定員はない。父祖の封爵を継承する承襲職は父の死後任命される。また宗親として礼遇される代数を過ぎると一般文武官の子孫の例に準じて品階が任命される。
なお宗親の族譜編纂と違反糾察は宗簿寺の管轄であった。
母方の身分で品階が左右される部分もあり、最上位の王の嫡出子の大君には品階がなく、良民出身の妾出生の場合は他の宗親より品階が一等下がり、賤民出身の妾出生の場合は更にもう一等下がる。
官職は成宗時代においては正一品から従二品までの君、正三品の都正と正、従三品の副正、正四品の守と典籤、従四品の副守、正五品の令、従五品の典簿、正六品の監。